# Nystalea seminivea
Nystalea seminivea är en fjärilsart som beskrevs av Walker 1869. Nystalea seminivea ingår i släktet Nystalea och familjen tandspinnare. Inga underarter finns listade i Catalogue of Life.